# Teoria dels humors

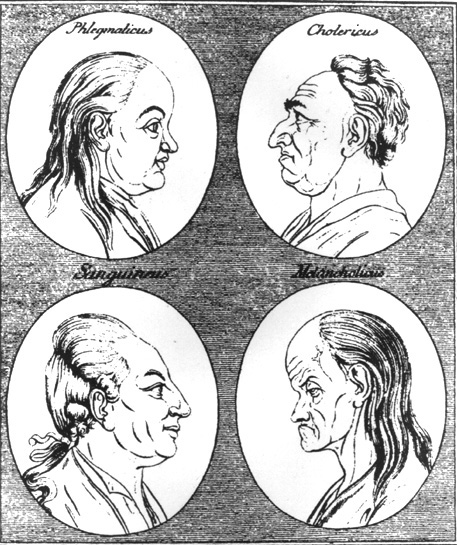
Els quatre temperaments com es descriu en una xilografia del : flegmàtic, colèric, sanguini i malenconiós.

La teoria dels humors, teoria humoral, teoria del quatre humors, humorisme o humoralisme, fou un sistema de la medicina que detalla la composició o constitució i el funcionament del cos humà. Es va originar a l'antiga Pèrsia (Iran) i va ser adoptada en la medicina dels antics metges i filòsofs grecs i romans, després que entressin en contacte amb els perses.
L'humorisme va començar a decaure cap a la dècada del 1850 amb l'arribada de la teoria microbiana de la malaltia, el qual va demostrar que moltes malalties que anteriorment es creien amb una causa humoral eren, de fet, causades per patògens.

## Origen
El concepte de "humors" (els sistemes químics que regulen comportament humà) esdevenia més prominent de l'escriptura de teòric mèdic Alcmeó de Crotona (C. 540-500 BC). La seva llista d'humors era més llarga i els elements fonamentals inclosos van descriure per Empèdocles, com aigua, aire, terra, foc, etc. Alguns autors suggereixen que el concepte d'humor pot tenir orígens a Pèrsia, en la medicina de l'antic Egipte o Mesopotàmia, encara que no es va arribar a sistematitzar fins als pensadors grecs antics. La paraula humor és una traducció del grec χυμός, chymos (literalment suc o saba, sabor metafòric). La medicina ayurveda de l'Antiga Índia havia desenvolupat la teoria de les tres doshas (doṣas), que es relacionaven amb els cinc elements (pañca-bhūta): terra, aigua, foc, aire i espai.

A Hipòcrates se li atribueix normalment la incorporació d'aquest coneixement a la medicina. En contrast amb Alcmeó, Hipòcrates va suggerir que els humors són els líquids corporals vitals (sang, bilis groga, flegma i bilis negra). Alcmeó i Hipòcrates van afirmar que un excés o deficiència extrema de qualsevol dels humors (líquid corporal) en una persona pot ser un signe de malaltia. Alcmeó I Hipòcrates van afirmar que un excés o deficiència extrema de qualsevol dels humors en una persona pot ser un signe de malaltia. Hipòcrates, i més tard Galè, van suggerir que un desequilibri moderat en la barreja d'aquests humors produeix determinats patrons de comportament. Un dels tractats atribuïts a Hipòcrates, Sobre la naturalesa de l'home, descriu la teoria de la manera següent:
El cos humà conté sang, flegma, bilis groga i bilis negra. Aquestes són les coses que conformen la seva constitució i que causen el seu dolor i la seva salut. La salut és principalment aquell estat en què aquestes substàncies constituents es troben en la proporció correcta entre si, tant en força com en quantitat, i estan ben barrejades. El dolor succeeix quan una de les substàncies presenta qualsevol deficiència o excés, o queda separada en el cos i no es barreja amb les altres.
Tot i que la teoria dels quatre humors apareix dins alguns textos hipocràtics, altres escriptors hipocràtics només van acceptar l'existència de dos humors, mentre que alguns fins i tot es van abstenir de discutir la teoria humoral. L'humorisme, o doctrina dels quatre temperaments, com a teoria mèdica, va mantenir la seva popularitat durant segles, en gran part gràcies a la influència dels escrits de Galè (129-201 dC). La teoria d'Hipòcrates sobre els quatre humors estava relacionada amb la teoria popular dels quatre elements (terra, foc, aigua i aire) proposada per Empèdocles d'Akragas, però aquest vincle no fou establert per Hipòcrates ni per Galè, que es referien principalment als humors. Tot i que Galè pensava que els humors es formaven en el cos, en lloc de ser ingerits, creia que els diferents aliments tenien un determinat potencial per actuar sobre el cos i produir diferents humors. Els aliments càlids, per exemple, solien produir bilis groga, mentre que els aliments freds solien produir flegma. Les estacions de l'any, els períodes de la vida, les regions geogràfiques i les activitats quotidianes també influïen en la naturalesa dels humors formats. Com a tal, es va entendre que determinades estacions i àrees geogràfiques causaven desequilibris en els humors, cosa que conduïa a diferents tipus de malalties segons el temps i el lloc. Per exemple, es considerava que les ciutats exposades a vents calorosos presentaven taxes més elevades de problemes digestius com a conseqüència d'un excés de flegma que baixa del cap, mentre que les ciutats exposades a vents freds s’associen a malalties dels pulmons, malalties agudes i "duresa de les entranyes ", així com les oftalmies (problemes als ulls) i les hemorràgies nasals. Les ciutats de l'oest, en canvi, es creia que desenvolupaven persones febles, poc saludables i pàl·lides que estaven subjectes a tot tipus de malaltia.
Es creia que el desequilibri d'humors o discràsia era la causa directa de totes les malalties. La salut es va associar amb un equilibri dels humors o eucràsia. Les qualitats dels humors, al seu torn, van influir en la naturalesa de les malalties que causaven. La bilis groga causava malalties càlides i la flegma, malalties fredes. A l'obra Sobre els temperaments, Galè va subratllar encara més la importància de les quatre qualitats. Un temperament ideal implicava una barreja equilibrada de les quatre qualitats. Galè va identificar quatre temperaments en els quals predominava una de les qualitats (càlid, fred, humit o sec); i quatre més en els què dominava una combinació de dos d'ells (càlid i humit, càlid i sec, fred i sec o fred i humit). Aquests darrers quatre temperaments, anomenats així pels humors amb els quals estaven associats –sanguinis, colèrics, malenconiosos i flegmàtics–, van acabar sent més coneguts que els altres. Tot i que el terme temperament es va referir només a disposicions psicològiques, Galè el va utilitzar per referir-se també a disposicions corporals, que determinaven la susceptibilitat d'una persona a malalties particulars, així com a inclinacions conductuals i emocionals.
La malaltia també podria ser el resultat de la "corrupció" d'un o més dels humors, que podria ser causada per circumstàncies ambientals, canvis dietètics o molts altres factors. Es creia que aquests dèficits eren causats per vapors inhalats o absorbits pel cos. Els metges grecs i romans, i els establiments mèdics posteriors de musulmans i de l'Europa Occidental, van adoptar i adaptar la filosofia mèdica clàssica; tots van creure que cadascun d'aquests humors aniria creixent i disminuint al cos, segons la dieta i l'activitat. Quan un pacient patia un excedent o un desequilibri d'un dels quatre humors, la personalitat i/o la salut física del pacient es podrien veure afectades negativament.

## Quatre humors
Tot i que la teoria de l'humorisme tenia diversos models que utilitzaven 2, 3 i 5 components, el model més famós consisteix en els quatre humors descrits per Hipòcrates i després desenvolupat per Galè. Els quatre humors de la medicina hipocràtica són la bilis negra (grec: μέλαινα χολή, melaina chole), la bilis groga (grec: ξανθη χολή, xanthe chole), la flegma (grec: φλέγμα, flegma) i la sang (grec: αἷμα, haima). Cadascun correspon a un dels quatre temperaments tradicionals. Basant-se en la medicina hipocràtica, es creia que perquè un cos estigués sa, els quatre humors haurien de tenir proporcions equilibrades pel que fa a la quantitat i la força de cada un. La barreja i l'equilibri adequats dels quatre humors es coneixia com a eucràsia.
Galè recorda la correspondència entre els humors i les estacions a la seva obra Sobre les doctrines d'Hipòcrates i Plató; diu que, “Pel que fa a les edats i les estacions, el nen (παῖς) correspon a la primavera, el jove (νεανίσκος) a l'estiu, l'home madur (παρακµάζων) a la tardor i el vell (γέρων) a l'hivern". Galè també creia que les característiques de l'ànima segueixen les mescles del cos, però no aplica aquesta idea als humors hipocràtics. Creia que la flegma no influïa en el caràcter. Al seu llibre Sobre la natura de l'home d'Hipòcrates, Galè afirma: "La nitidesa i la intel·ligència (ὀξὺ καὶ συνετόν) són causades per la bilis groga que hi ha a l'ànima, la constància i la consistència (ἑδραῖον καὶ βέβαιον) per l'humor melancòlic i la simplicitat i la ingenuïtat (ἁπλον) καὶ ἠλιθιώτερον) per la sang. Però la naturalesa de la flegma no té cap efecte sobre el caràcter de l'ànima (τοῦ δὲ φλέγµατος ἡ φύσις εἰς µὲν ἠθοποιῗαν ἄχρηστος)". Va dir, a més, que la sang és una barreja dels quatre elements: aigua, aire, foc i terra.
Aquests termes només corresponen en part a la terminologia mèdica moderna, en què no hi ha distinció entre la bilis negra i la groga, i la flegma té un significat molt diferent. Es creia que els humors eren les substàncies bàsiques a partir de les quals es fabricaven tots els líquids del cos. Robin Fåhræus (1921), un metge suec que va idear la velocitat de sedimentació dels eritròcits, va suggerir que els quatre humors es basaven en l'observació de la coagulació de la sang en un recipient transparent. Quan es treu sang en un recipient de vidre i es deixa reposar durant aproximadament una hora, es poden veure quatre capes diferents. Es forma un coàgul fosc a la part inferior (la "bilis negra"). A sobre del coàgul hi ha una capa de glòbuls vermells (la "sang"). A sobre hi ha una capa blanquinosa de glòbuls blancs (la "flegma"). La capa superior és sèrum groc clar (la "bilis groga").
En la medicina grega, després de Galè, es van escriure molts textos grecs; va ser durant l'època daurada de la teoria dels quatre humors. Un d'aquests textos era un tractat anònim anomenat Sobre la constitució de l'univers i de l'home, publicat a mitjans del segle xix per J.L. Ideler. En aquest text, l'autor estableix la relació entre els elements de l'univers (aire, aigua, terra, foc) i els elements de l'home (sang, bilis groga, bilis negra, flegma). Va dir:
- Les persones que tenen la sang vermella són simpàtiques, fan broma i riuen sobre els seus cossos i, per la seva aparença, estan tenyides de rosa, lleugerament vermelles i tenen una pell bonica.
- Les persones que tenen bilis groga són amargues, de caràcter curt, atrevides. Apareixen verdoses i tenen la pell groga.
- Les persones de bilis negra són mandroses, temoroses i malaltisses. Tenen els cabells negres i els ulls negres.
- Els que tenen flegma tenen poc esperit, són oblidadisses i tenen els cabells blancs

### Relació amb caràcters personals

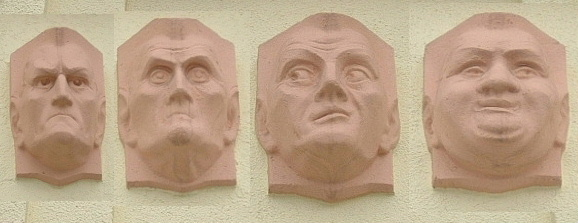
Els quatre temperaments associats als quatre humors: colèric, melancòlic, sanguini i flegmàtic.

- Sang. Es creia que la sang era produïda exclusivament pel fetge. S'associava amb un caràcter sanguini (entusiasta, actiu i social).[16][17]:103–105
- Bilis groga. La bilis groga s'associa a un caràcter colèric (ambiciós, decisiu, agressiu i de geni curt).[18]
- Bilis negra. La bilis negra s'associa a una naturalesa melancòlica, la mateixa paraula "malenconia" que deriva del grec per a "bilis negra", μέλαινα χολή (melaina kholé). La depressió s'atribuïa a l'excés de la bilis negra, o que no fos natural, segregada per la melsa.[19] El càncer també es va atribuir a un excés de bilis negra concentrada en una àrea específica.[20]
- Flegma. La flegma es va associar a una naturalesa flegmàtica, que es creu que tenia relació amb un comportament reservat[21] La flegma de l'humorisme està lluny de ser la flegma tal com es defineix actualment. El fisiòleg i premi Nobel francès Charles Richet, quan el 1910 va descriure la "secreció de flegma o hipòfisi" de l'humorisme, va preguntar retòricament "aquest estrany líquid, que és la causa dels tumors, de la clorosi, del reumatisme i de la cacochimia: on és? Qui la veurà mai? Qui l'ha vist mai? Què podem dir d'aquesta fantàstica classificació d'humors en quatre grups, dels quals dos són absolutament imaginaris?"[22]

## Producció d'humors
Es creia que els humans es produïen per digestió com a productes finals de la digestió hepàtica. La digestió és un procés continu que té lloc en tots els animals i es pot dividir en quatre etapes seqüencials. L'etapa de digestió gàstrica, l'etapa de digestió hepàtica, l'etapa de digestió vascular i l'etapa de digestió dels teixits. Cada etapa digereix els aliments fins que esdevé adequat per al seu ús pel cos. En la digestió gàstrica, els aliments es transformen en una substància quilosa que és adequada perquè el fetge absorbeixi i continuï la digestió. La substància quilosa es transforma en quimosa en l'etapa de digestió hepàtica, que es compon dels quatre humors: sang, flema, bilis groga i bilis negra. Aquests quatre humors circulen pels vasos sanguinis i, en l'última etapa de la digestió, la digestió dels teixits, els aliments es fan similars als teixits dels òrgans a què estan destinats.
Si alguna cosa surt malament abans de la producció d'humors, hi haurà un desequilibri que conduirà a la malaltia. El bon funcionament dels òrgans és necessari en la producció d'un bon humor. L'estómac i el fetge també han de funcionar amb normalitat per a una digestió adequada. Si hi ha alguna anomalia en la digestió gàstrica, el fetge, els vasos sanguinis i els teixits no poden subministrar el quil adequat, cosa que pot provocar un humor i una composició sanguínia anormals. Un fetge amb un funcionament saludable no és capaç de convertir quils anormals en quils nornals i en humors normals.
Els éssers humans són el producte final de la digestió gàstrica, però no són el producte final del cicle de digestió, de manera que un humor anormal produït per la digestió hepàtica afectarà altres òrgans que treballen cap a la digestió dels aliments en el cicle de la digestió.

## Unificació de l'humorisme amb el model d'Empèdocles
La teoria d'Empèdocles suggeria que hi ha quatre elements: terra, foc, aigua i aire; amb la terra produint els sistemes naturals. Atès que aquesta teoria va influir durant segles, els erudits posteriors van emparellar qualitats associades a cada humor, tal com ho descriuen Hipòcrates i Galè amb les estacions, i amb els "elements bàsics" tal com ho descriu Empèdocles.
La taula següent mostra els quatre humors i la relació amb els seus elements corresponents, les estacions, els llocs de formació, i temperaments resultants:
| Humor       | Estació   | Edats    | Element | Òrgan           | Qualitats    | Temperament |
| Sang        | Primavera | Infància | Aire    | Fetge           | Tebi i humit | sanguini    |
| Bilis groga | Estiu     | Joventut | Foc     | vesícula biliar | Tebi i sec   | colèric     |
| Bilis negra | Tardor    | Adultesa | Terra   | spleen          | Fred i sec   | malenconiós |
| Flegma      | Hivern    | Vellesa  | Aigua   | Cervell/Pulmons | Fred i humit | flegmàtic   |

## Influència i llegat

### Medicina islàmica
La tradició de la medicina medieval a l'edat d'or de l'islam va adoptar la teoria de l'humorisme a partir de la medicina grecoromana, sobretot a través de la polímata persa d'Avicenna del Cànon de la medicina (Al-qanun fi-t-tibb) del 1025. Avicenna va resumir els quatre humors i temperaments de la següent manera:
| Evidència             | Calent                                       | Fred                                                   | Humit                                                                | Sec                                      |
| --------------------- | -------------------------------------------- | ------------------------------------------------------ | -------------------------------------------------------------------- | ---------------------------------------- |
| Estats mòrbids        | Inflamacions esdevenen febrils               | Les febres es relacionen amb un humor greu, reumatisme | Laxitud                                                              | Pèrdua de vigor                          |
| Força funcional       | Energia deficient                            | Acció digestiva deficient                              | Digestió difícil                                                     |                                          |
| Sensacions ubjectives | Gust amarg, set excessiva, cremor al càrdies | Manca de desig de líquids                              | Salivació mucoïdal, somnolència                                      | Insomni, vigília                         |
| Signes físics         | Índex de pols alt, fatiga (laxitud)          | Articulacions flàccides                                | Diarrea, inflamació periorbital als ulls, pell aspra, hàbit adquirit | Pell aspra, va adquirir hàbit            |
| Menjars i medicines   | Escalfaments nocius, refredament beneficiós  | refredament nociu, escalfament beneficiós              | Articulacions humides nocives                                        | Règim sec nociu, humectants beneficiosos |
| Relació a temps       | Pitjor a l'estiu                             | Pitjor a l'hivern                                      |                                                                      | Dolent a la tardor                       |

### Medicina persa, àrab i hindú
L'escola de medicina unani, que es practica als països perses, àrabs, a l'Índia i al Pakistan, es basa en la medicina galènica i avicenniana en el seu èmfasi en els quatre humors com a part fonamental del paradigma metodològic.

### Medicina occidental
El sistema humoralista de la medicina era molt individualista, ja que es deia que tots els pacients tenien una composició humoral única. A partir d'Hipòcrates, la teoria humoral va ser adoptada pels metges grecs, romans i islàmics, i va dominar aquesta visió del cos humà entre els metges europeus fins, almenys, el 1543, quan va ser desafiada seriosament per Andreas Vesalius. Vesalius va criticar principalment les teories de Galè sobre l'anatomia humana i no la hipòtesi química de la regulació del comportament (temperament). Tanmateix, alguns creuen que la teoria d'humors va ser devaluada per les aportacions de la ciència ja el 1628 amb els descobriments de William Harvey (que també criticava bàsicament la teoria anatòmica de Galè) i per Rudolf Virchow amb les seves teories sobre la patologia cel·lular el 1858.

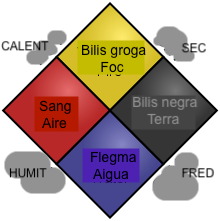
Els quatre humors i les seves qualitats

Les típiques pràctiques mèdiques del segle xviii com la sagnia d'una persona malalta o l'aplicació de tasses calentes a una persona es basaven en la teoria humoral dels desequilibris de líquids (sang i bilis en aquests casos). Ben Jonson va escriure comèdies sobre els humors, on els tipus es basaven en la seva complexió humoral. Mètodes de tractament com la sagnia, els emètics (vomitius) i les purgues tenien com a objectiu expulsar un excés d'humor. Altres mètodes utilitzaven herbes i tipus de menjar que s'associaven amb un humor particular i així s'actuava d'acord amb els símptomes d'una malaltia; així, persones que tenien febre i sudoració es consideraven que tenien un estat calent i humit i, per tant, les substàncies que caia donar s'associaven amb el fred i la sequedat. Paracels va desenvolupar la idea que es poden trobar substàncies mèdiques beneficioses en herbes, minerals i diverses combinacions alquímiques d'aquestes. Aquestes creences van ser el fonament de la medicina occidental habitual fins al segle xvii. S’utilitzaven minerals o herbes específiques per tractar malalties simples a complexes, des d'una infecció de les vies respiratòria superiors sense complicacions fins a la pesta. Per exemple, la camamilla s'utilitzava per disminuir la calor i reduir l'humor excessiu de la bilis. L'arsènic, posat en una bossa de cataplasma servia per "extreure" l'excés d'humor que provocava els símptomes de la pesta. Els apoflegmatismes, en la medicina premoderna, eren medicaments mastegats que servien per atraure la flegma i els humors.
Tot i que els avenços en patologia cel·lular i química van criticar l'humorisme al segle xvii, la teoria va dominar el pensament mèdic occidental fins a la segona meitat del segle xix, durant més de 2.000 anys. Només en alguns casos concrets l'humorisme queda en un segon pla. Així, durant els segles VI-VII, a l'Imperi Romà d'Orient la cultura tradicional grega secular va quedar sota les influències cristianes. Tot i que l'ús de l'humorisme dins la medicina es seguia tenint presen, la seva influència era menor, a favor de la religió. El ressorgiment de humorisme grec com a conseqüència, en part, de canvis en els factors socials i econòmics, no va començar fins al començament del segle ix. La seva pràctica en l'època moderna és com a pseudociència.

### Medicina moderna
La medicina moderna es refereix a la immunitat humoral o regulació humoral quan es descriuen substàncies com hormones i anticossos, però això no és un romanent de la teoria dels humors. Es tracta només d'un ús literal dels humors corporals, és a dir, que pertanyen als líquids corporals.
L'humorisme va deixar de ser un referent a partir del 1858. No es van dur a terme estudis per demostrar o desmentir l'impacte de la disfunció en els òrgans corporals coneguts i que es produïssin uns líquids anomenats (humors) en els trets del temperament simplement perquè la llista de trets del temperament no es va definir fins a finals del segle xx.

### Cultura
Teofrast i altres van desenvolupar un conjunt de personatges basats en els humoristes. Els que tenien massa sang eren sanguinis. Els que tenien massa flegma, flegmàtics. Els que tenien massa bilis groga eren colèrics i els que tenien massa bilis negra, malenconiosos. La idea de la personalitat humana basada en els humors va ser presents en les comèdies de personatges de Menandre i, més tard, de Plaute. A través del renaixement neoclàssic a Europa, la teoria dels humors va dominar la pràctica mèdica i la teoria dels tipus humorals va fer aparicions periòdiques en les obres teatrals. Els humors eren un tema iconogràfic important i popular en l'art europeu, que es pot trobar en pintures, tapissos i en conjunts de gravats.
Els humors són presents en obres de l'època elisabetiana, com a La feréstega domada (Taming of the Shrew), en què el personatge de Petruchio actua de manera irritable i enfadada per mostrar a Katherina com és conviure amb una persona desagradable. Crida als criats perquè serveixen carn de vedella, un aliment colèric, a dues persones que ja són colèriques.
Es creia que els aliments a l'època isabelina tenien afinitat amb un d'aquests quatre humors. És possible que a una persona que mostri signes de flegmatisme se li hagi servit vi (una beguda colèrica i l'humor directe oposat al flegmàtic) per equilibrar-ho.